# Acraea milbraedi
Acraea milbraedi är en fjärilsart som beskrevs av Schultze 1922. Acraea milbraedi ingår i släktet Acraea och familjen praktfjärilar. Inga underarter finns listade i Catalogue of Life.